# Mártires colombianos de la Orden Hospitalaria
Se conoce con el nombre de mártires colombianos de la Orden Hospitalaria a siete religiosos de la Orden Hospitalaria de San Juan de Dios nacidos en Colombia y asesinados en España, el 9 de agosto de 1936, durante la Guerra Civil Española. Los religiosos hacían parte de la comunidad de Ciempozuelos (Madrid) y fueron beatificados por el papa Juan Pablo II el 25 de octubre de 1992, convirtiéndose en los primeros beatos colombianos de la Iglesia católica.

## La guerra civil de España
En el contexto de la Guerra Civil Española, entre 1936 y 1939, estalló una persecución, sin precedentes, contra los católicos por parte de algunos grupos de comunistas, masones y de la extrema izquierda. Durante este período fueron asesinados unos 4.100 sacerdotes seculares, 2.300 religiosos, 283 religiosas y miles de laicos. Se cuentan, además, más de mil iglesias destruidas y más de dos mil gravemente averiadas.

## Hospitalarios colombianos
Entre los asesinados durante la persecución de 1936 se encuentran siete jóvenes colombianos de la Orden hospitalaria de San Juan de Dios, cuyos nombres de pila (y religioso) son: José (Juan Bautista) Velásquez Peláez, Gabriel (Esteban) Maya Gutiérrez, Raimundo (Melquiades) Ramírez Zuluaga, Alfonso Antonio (Eugenio) Ramírez Salazar, Rubén de Jesús López Aguilar, Luis (Arturo) Ayala Niño y Luis Modesto (Gaspar) Páez Perdomo de Tello.
Los religiosos pertenecían a familias campesinas católicas de diversas regiones de Colombia. Habían ingresado a la Orden Hospitalaria con la intención de dedicarse a las labores de enfermería y fueron enviados a España para profundizar sus estudios en este campo y en la formación religiosa. Al momento de estallar la guerra en España, los jóvenes pertenecían a la comunidad de Ciempozuelos en Madrid.
- Arturo Ayala Niño: nació en el municipio de Paipa, Boyacá, el 7 de abril de 1909. Ingresó a los hospitalarios de San Juan de Dios a los 19 años. Fue miembro de las comunidades de Ciempozuelos (Madrid - España) y de Málaga (España).[3]

- Rubén de Jesús López Aguilar: nació en el municipio de Concepción, Antioquia, el 12 de abril de 1908. Ingresó a la Orden Hospitalaria, donde profesó el 27 de marzo de 1932. Trabajó en el hospital de Pasto, atendiendo a los soldados heridos en guerra, y luego en 1934 fue trasladado a la comunidad de Ciempozuelos (Madrid - España).

- Esteban Maya Gutiérrez: nació en Pácora, Caldas, el 19 de marzo de 1907. Hizo sus votos religiosos el 24 de septiembre de 1933. Fue trasladado a Ciempozuelos (España) en 1935.

- Gaspar Páez Perdomo: nació en el  municipio de Tello Huila, el 15 de junio de 1913. El 6 de enero de 1935 profesó sus votos solemnes. Igual que los anteriores fue trasladado a la comunidad de Ciempozuelos (España).

- Eugenio Ramírez Salazar: nació en La Ceja, Antioquia, el 2 de septiembre de 1913. Hizo sus votos religiosos el 24 de septiembre de 1933. Fue trasladado a España en 1935 para profundizar sus estudios de enfermería. Formaba parte de la comunidad de Ciempozuelos.

- Melquíades Ramírez Zuloaga; nació en Sonsón, Antioquia, el 13 de febrero de 1909. Profesó el 25 de diciembre de 1934. Fue trasladado a España en 1935 a la comunidad de Ciempozuelos.

- Juan Bautista Velázquez Peláez: nació en Jardín, Antioquia, el 9 de julio de 1909. Ejerció como profesor antes de entrar a la Orden de los hospitalarios en 1932. Emitió sus votos religiosos el 24 de septiembre de 1933. En 1934 fue trasladado a España, donde formó parte de las comunidades de Córdoba, Granada y Ciempozuelos.

## Martirio
En julio de 1936 con el estallido de la revolución, el terror se apoderó en Ciempozuelos, pueblo donde se encontraban los frailes colombianos como miembros de la comunidad hospitalaria que se encargaba del Sanatorio. Los militares cercaron un perímetro alrededor del hospital mental, con el fin de que ninguno de los religiosos escapara. El 31 de julio el gobierno de Madrid incautó el sanatorio y el Ayuntamiento de Ciempozuelos dispuso la suspensión del culto y todo símbolo religioso, aunque permitieron que los hospitalarios continuaran con la atención de los enfermos.
En cuanto a los colombianos, sus superiores hicieron todo lo posible para que los jóvenes fuesen trasladados a su patria natal. Tramitaron con la embajada de Colombia en Madrid unas garantías diplomáticas para que los muchachos pudieran salir de España sin daño alguno. Al lograr el objetivo los religiosos salieron el 7 de agosto desde la estación del tren de Madrid hacia Barcelona, acompañados por un oficial de la embajada. En Barcelona los esperaba el cónsul de Colombia Ignacio Ortiz Lozano.
Antes de llegar al destino los religiosos fueron arrestados y les encarcelaron en la prisión de la calle Balmes. El cónsul se quejó de lo sucedido pero no pudo hacer nada para ver a los prisioneros. La madrugada del 9 de agosto los jóvenes fueron asesinados a tiros por los milicianos. El cónsul consiguió que le permitieran reconocer los cuerpos y les fotografió. Sus cuerpos fueron sepultados en una fosa común, lo que no ha permitido la identificación de los mismos.

## Beatificación
El proceso de beatificación de los siete mártires colombianos fue abierto en Madrid en 1952 y fueron beatificados por el papa Juan Pablo II el 25 de octubre de 1992 al interno de un grupo de 71 mártires hospitalarios en España de la orden de San Juan de Dios, que a su vez se encontraba en un numeroso grupo de 122 mártires de España. Estos siete jóvenes fueron los primeros colombianos en alcanzar la dignidad de beatos en el seno de la Iglesia católica.